# Алмазова, Надежда Ивановна
Наде́жда Ива́новна Алма́зова  (род. 11 ноября 1952, с. Троица, Пировского района, Красноярского края) — российский учёный, доктор педагогических наук (2003), профессор (2005), заведующая кафедрой лингвистики и межкультурной коммуникации ГОУ ВПО «Санкт-Петербургский государственный политехнический Университет».

## Биография
Окончила Ивановский государственный университет, факультет романо-германской филологии (1974, с отличием); в 1979 окончила аспирантуру Ленинградского государственного университета и защитила кандидатскую диссертацию по филологии. Ученое звание доцента по кафедре иностранных языков присвоено Комитетом по высшей школе Министерства образования СССР в 1984 году. В 2003 защитила докторскую диссертацию по педагогике, ученое звание профессора присвоено в 2005 году. С 1979 работает в высшей школе; с 2000 — профессор факультета иностранных языков кафедры прикладной лингвистики в СПбГПУ, с 2008 — заведующая кафедрой лингвистики и межкультурной коммуникации на факультете иностранных языков того же вуза. Член экспертного совета ВАК РФ по педагогике и психологии (с 2015).
Муж: Борис Алмазов. Дети: Александра и Богдан.

## Труды
Автор свыше 130 научных публикаций, ряд монографий, среди которых «Кросс-культурная составляющая иноязычной коммуникации: когнитивный и дидактический аспекты» (2003), коллективная монография «Гуманитарная составляющая образовательной среды в техническом вузе» (2011), множество учебно-методических пособий, программ, тестовых заданий. Надежда Ивановна является признанным переводчиком специальной бизнес-литературы, ею был переведен целый ряд экономической нормативной документации по заказу мэрии г. Санкт-Петербурга, ряд монографий по проблемам бизнеса. Научные работы публиковались как во внутренних, так и внешних издательствах, среди них изд-во «Наука», журналы, лицензированные ВАК (Известия СПГУЭФ; Известия Российского государственного педагогического университета им. А. И. Герцена, Научно-технические ведомости СПбГПУ).

### Коллективные учебно-методические разработки (выборочно)
- Учебное пособие по английскому языку для магистрантов гуманитарного профиля. Книга для преподавателей /Н. И. Алмазова Н. В. Попова, М. М. Степанова, О. А. Никитенко. — СПб. : Изд-во Политехн. ун-та, 2010. 47 с.[4]
- Английский язык. Учебное пособие для магистрантов гуманитарного профиля: учебное пособие / Н. И. Алмазова, Н. В. Попова, М. М. Степанова, О. А. Никитенко. СПб., Изд-во Политехн. ун-та, 2010. 219 с. (Гриф УМО по лингвистическому образованию)[4].
- Английский язык. Практический курс для магистрантов технического профиля: учебное пособие / Н. И. Алмазова, Н. В. Попова, М. С. Коган, М. М. Степанова, О. А. Никитенко. СПб., Изд-во Политехн. ун-та, 2011. 272с. (Гриф УМО по университетскому политехническому образованию)[4].
- Английский язык: методические рекомендации для преподавателей. / Н. И. Алмазова, Н. В. Попова, М. С. Коган, М. М. Степанова, О. А. Никитенко. — СПб. : Изд-во Политехн. ун-та, 2010. 48 с.[4]
- Иностранный язык для магистрантов неязыковых специальностей. Рабочая программа учебной дисциплины и методические рекомендации по её реализации для преподавателей / Н. И. Алмазова, Н. В. Попова, М. М. Степанова, О. Н. Костерина. — СПб. : Изд-во Политехн. ун-та, 2010. 32 с.[4]

### Научные и учебно-методические публикации (выборочно)

#### Монографии
- Гуманитарная составляющая образовательной среды в техническом вузе /М. А. Акопова, Н. И. Алмазова Н. И., Л. Г. Жук, Т. А. Савушкина. СПб: Изд-во Политехн.ун-та, 2011. 138 с.[4]

#### Статьи и учебные пособия
- English for law students. Английский язык для студентов юридического факультета / Н. И. Алмазова, М. А. Васильева, Я. Б. Журавлева, Л. И. Шрамко. СПб.: Изд-во СПбГУЭФ, 2008. 208с[4]
- Conversation Classes for Future Economists.- Коммуникация по-английски на экономические темы: Методическое пособие /Н. И. Алмазова, З. А. Киселева / СПб.: Изд-во СПбГУЭиФ, 2009. 70 с.[4]
- Анализ особенностей развития синдрома выгорания у преподавателей высших учебных заведений/ Н. И. Алмазова, М. А. Акопова, Ф. И. Валиева // Научно-технические ведомости СПбГПУ. 2008. Вып 5(66). С. 91—98[4]
- Пути совершенствования иноязычной подготовки магистрантов/аспирантов/ Н. И. Алмазова, Ю. В. Еремин // Научно-технические ведомости СПбГПУ. 2009. № 4 Т.1. С. 32—37[4]
- Учебно-познавательная компетенция как методологическая основа продуктивной иноязычной учебно-познавательной деятельности/ Н. И. Алмазова, А. В. Рубцова // Научно-технические ведомости СПбГПУ. 2010. Вып. 2. С.117—121[4]
- Дидактический процесс как поликодовый феномен / Н. И. Алмазова, В. Е. Чернявская // Международный журнал Стил. 2010. Вып. 11. С.429—435[4]
- Коммуникация в поликодовом пространстве: лингвосемиотический и дидактический аспекты/ Н. И. Алмазова, В. Е. Чернявская // Научно-технические ведомости СПбГПУ. 2011. Вып. 1 (105). С.173—178[4]

## Награды
- Почётная грамота Министерства образования и науки РФ
- Нагрудный знак «Почётный работник высшего профессионального образования»
- Медаль «В память 300-летия Санкт-Петербурга»
- 2009, Лауреат премии правительства Санкт-Петербурга «За выдающиеся достижения в области высшего и среднего профессионального образования» (2009 г.)[5]
- 2012, Премия Правительства Российской Федерации в области образования[6]